# Dành dành Việt Nam
Dành dành Việt Nam hay găng Việt Nam (danh pháp: Rothmannia vietnamensis) là một loài thực vật có hoa trong họ Thiến thảo. Loài này được Tirveng. mô tả khoa học đầu tiên năm 1983.